# Борота (Венгрия)
Борота (венг. Borota) — посёлок(község) в медье Бач-Кишкун в Венгрии.

## История
Впервые упоминается в документе 1325 года. Деревня была уничтожена во время монгольского нашествия, но впоследствии возродилась. До 1905 года посёлок был частью общины Рем.

На 1 января 2015 года в посёлке проживал 1371 человек.

## Население
| Год  | Численность | Численность |
| ---- | ----------- | ----------- |
| 2013 | 1432        | [ 2 ]       |
| 2014 | 1390        | [ 3 ]       |
| 2018 | 1309        | [ 4 ]       |
| 2021 | 1257        | [ 5 ]       |
| 2022 | 1122        | [ 6 ]       |
| 2023 | 1112        | [ 7 ]       |
| 2024 | 1102        | [ 1 ]       |